# Péter Ács
Péter Ács (nascut el 10 de maig de 1981 a Eger, Hongria), és un jugador d'escacs hongarès, que té el títol de Gran Mestre (GM) des de 1998.
A la llista d'Elo de la FIDE de l'agost de 2020, hi tenia un Elo de 2570 punts, cosa que en feia el jugador (en actiu) número 13 d'Hongria. El seu màxim Elo va ser de 2623 punts, a la llista de gener de 2003 (posició 74 al rànquing mundial).

## Resultats destacats en competició
N'Ács va començar a destacar en edat juvenil: el 1996 va empatar als llocs 1r-6è (i fou quart per desempat) al Campionat del món Sub-16 a Cala Galdana (el campió fou Alik Gershon).
El 1997 fou 1r al torneig First Saturday de Budapest, i va obtenir el títol de Mestre Internacional. El 1998 repetí triomf al torneig First Saturday de Budapest, i va rebre el títol de GM. El mateix any 1998 acabà segon al Campionat del món Sub-18, rere el britànic Nicholas Pert. Fou també primer a Budapest 1999.
El 2001 va guanyar a Atenes el Campionat del món Sub-20. El 2002 guanyà el torneig Essent per davant de jugadors d'elit del nivell d'Aleksandr Khalifman, Judit Polgár, i Loek Van Wely. El mateix any 2002 fou 2n a Pardubice. El 2007 guanyà el Memorial Gyorgy Marx a Paks.

### Participació en olimpíades d'escacs
N'Ács ha participat, representant Hongria, en dues Olimpíades d'escacs.
| Any  | Olimpíada       | Ciutat | Elo propi | Tauler     | Partides | Guanyades | Taules | Perdudes | %     |
| ---- | --------------- | ------ | --------- | ---------- | -------- | --------- | ------ | -------- | ----- |
| 2002 | XXXV Olimpíada  | Bled   | 2591      | 2n suplent | 9        | 5         | 4      | 0        | 77,8% |
| 2004 | XXXVI Olimpíada | Calvià | 2521      | 2n suplent | 10       | 3         | 7      | 0        | 65,0% |

## Partides destacades
- Loek van Wely – Péter Áks, Països Baixos, 2002

1.d4 Cf6 2.c4 e6 3.Cc3 Ab4 4.e3 O-O 5.Ad3 d5 6.cxd5 exd5 7.Ce2 Te8 8.O-O Ad6 9.a3 Cg4 10.h3 Ch2 11.Te1 Cf3+ 12.gxf3 Dg5+ 13.Rh1 Dh4 14.Cf4 Axh3 15.Ccxd5 Te6 16.Cxe6 Af5+ 17.Rg1 Dh2+ 18.Rf1 Ag3 0-1
- Péter Áks – Donxenko, Tel-Aviv, 2001

1.e4 c5 2.Cf3 d6 3.d4 cxd4 4.Cxd4 Cf6 5.Cc3 a6 6.Ae3 Cg4 7.Ag5 h6 8.Ah4 g5 9.Ag3 Ag7 10.Ae2 h5 11.Cf5 Axf5 12.exf5 Da5 13.O-O Axc3 14.bxc3 f6 15.Tb1 Cc6 16.Txb7 Td8 17.Dd3 h4 18.Dc4 Cge5 19.Axe5 Cxe5 20.De6 Cd7 21.Ac4 1-0